# 剪髮禮

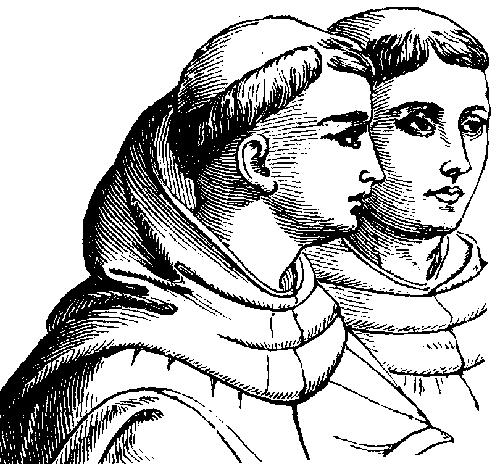
剪髮禮後的古代修士

剪髮禮（英語：Tonsure），或作剃髮禮，一種宗教儀式，修剪在頭皮上的部份或全部頭髮，以表示獻身於信仰。這個儀式盛行於天主教中，特別是在中世紀修道院中的修士。在1972年的教宗诏书中，廢除了這項儀式。正教會中也採用這種儀式。這種儀式類似於佛教在出家時會舉行的剃度儀式。

## 字源
英語：字源來自拉丁語：，字面意思為剪去

## 概論
剪髮禮相傳起源於古羅馬時代，這是當時奴隸的髮型。基督徒採行這個儀式，以代表自願成為天主之僕。
剪髮禮通常只有在修士身上實施，托马斯·阿奎那在《神學大全》中主张，根據《哥林多前書》的記載，修女戴上頭巾就可以了，不必進行剪髮禮。